# U-404 (tàu ngầm Đức)
U-404 là một tàu ngầm tấn công  Lớp Type VII thuộc phân lớp Type VIIC được Hải quân Đức Quốc Xã chế tạo trong Chiến tranh Thế giới thứ hai. Nhập biên chế năm 1941, nó đã thực hiện được bảy chuyến tuần tra, đánh chìm được 14 tàu buôn với tổng tải trọng 71.450 GRT cùng một tàu chiến 1.120 tấn, đồng thời gây hư hại cho hai tàu buôn với tổng tải trọng 16.689 GRT; Thiếu tá Otto von Bülow, hạm trưởng U-404, đã được tặng thưởng Huân chương Chữ thập sắt Hiệp sĩ với Nhành sồi do thành tích xuất sắc này. Trong chuyến tuần tra cuối cùng, U-404 bị các máy bay ném bom B-24 Liberator của Hoa Kỳ và Anh đánh chìm trong Đại Tây Dương vào ngày 28 tháng 7, 1943.

## Thiết kế và chế tạo

### Thiết kế

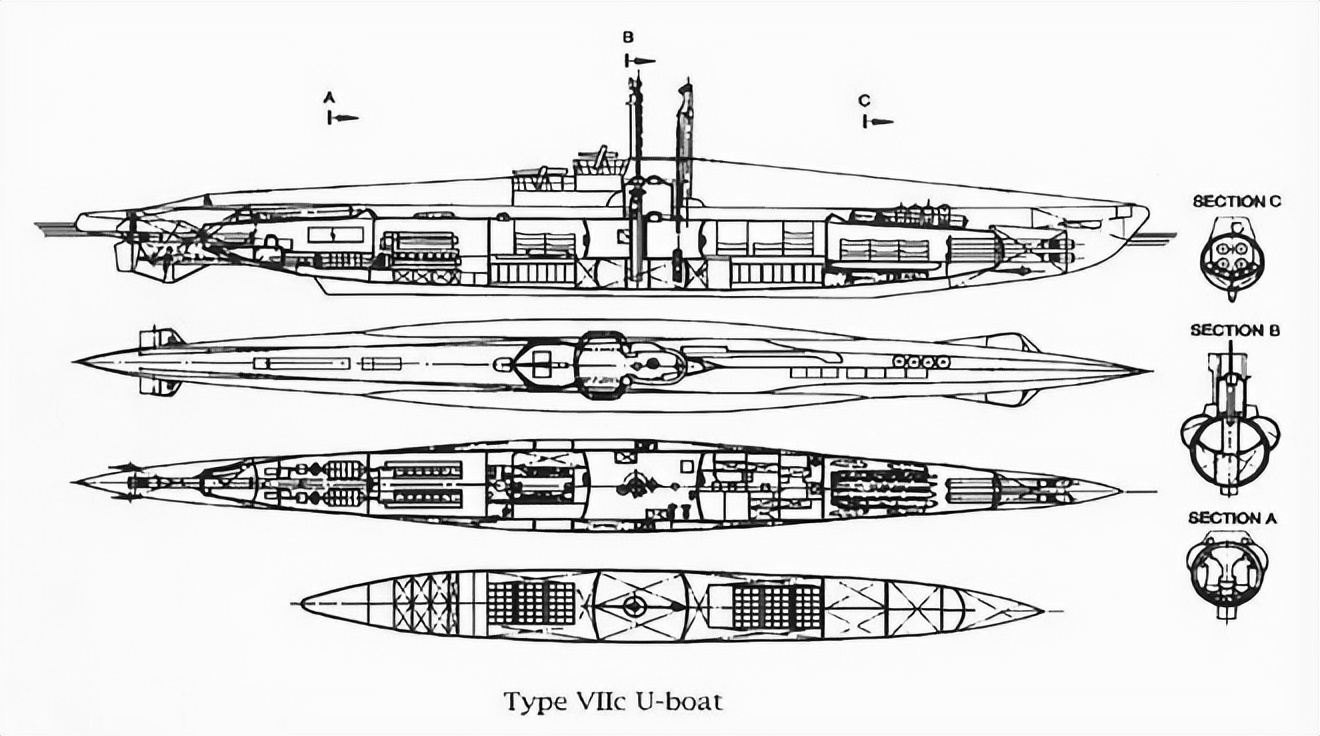
Sơ đồ các mặt cắt một tàu ngầm Type VIIC

Phân lớp VIIC của Tàu ngầm Type VII là một phiên bản VIIB được kéo dài thêm. Chúng có trọng lượng choán nước 769 t (757 tấn Anh) khi nổi và 871 t (857 tấn Anh) khi lặn). Con tàu có chiều dài chung 67,10 m (220 ft 2 in), lớp vỏ trong chịu áp lực dài 50,50 m (165 ft 8 in), mạn tàu rộng 6,20 m (20 ft 4 in), chiều cao 9,60 m (31 ft 6 in) và mớn nước 4,74 m (15 ft 7 in).
Chúng trang bị hai động cơ diesel Germaniawerft F46 siêu tăng áp 6-xy lanh 4 thì, tổng công suất 2.800–3.200 PS (2.100–2.400 kW; 2.800–3.200 bhp), dẫn động hai trục chân vịt đường kính 1,23 m (4,0 ft), cho phép đạt tốc độ tối đa 17,7 kn (32,8 km/h), và tầm hoạt động tối đa 8.500 nmi (15.700 km) khi đi tốc độ đường trường 10 kn (19 km/h). Khi đi ngầm dưới nước, chúng sử dụng hai động cơ/máy phát điện Garbe, Lahmeyer & Co. RP 137/c  tổng công suất 750 PS (550 kW; 740 shp). Tốc độ tối đa khi lặn là 7,6 kn (14,1 km/h), và tầm hoạt động 80 nmi (150 km) ở tốc độ 4 kn (7,4 km/h). Con tàu có khả năng lặn sâu đến 230 m (750 ft).
Vũ khí trang bị có năm ống phóng ngư lôi 53,3 cm (21 in), bao gồm bốn ống trước mũi và một ống phía đuôi, và mang theo tổng cộng 14 quả ngư lôi, hoặc tối đa 22 quả thủy lôi TMA, hoặc 33 quả TMB. Tàu ngầm Type VIIC bố trí một hải pháo 8,8 cm SK C/35 cùng một pháo phòng không 2 cm (0,79 in) trên boong tàu. Thủy thủ đoàn bao gồm 4 sĩ quan và 40-56 thủy thủ.

### Chế tạo
U-404 được đặt hàng vào ngày 23 tháng 9, 1939, và được đặt lườn tại xưởng tàu Danziger Werft ở Danzig (nay là Gdańsk thuộc Ba Lan) vào ngày 4 tháng 6, 1940. Nó được hạ thủy vào ngày 4 tháng 6, 1941, và nhập biên chế cùng Hải quân Đức Quốc Xã vào ngày 6 tháng 8, 1941 dưới quyền chỉ huy của Hạm trưởng, Đại úy Hải quân Otto von Bülow.

## Lịch sử hoạt động
Sau khi hoàn tất việc huấn luyện trong thành phần Chi hạm đội U-boat 6, U-404 tiếp tục nằm trong thành phần đơn vị này để phục vụ trên tuyến đầu từ ngày 1 tháng 10, 1941.

### 1942

#### Chuyến tuần tra thứ nhất
U-404 xuất phát từ cảng Kiel, Đức vào ngày 17 tháng 1, 1942 cho chuyến tuần tra đầu tiên trong chiến tranh. Nó tiến ra Bắc Hải và đi dọc theo bờ biển Na Uy trước khi băng qua khe GIUK giữa các quần đảo Shetland và Faroe, để vòng qua quần đảo Anh và hoạt động tại vùng biển Đại Tây Dương về phía Tây Ireland (Khu vực Tiếp cận phía Tây). Trong một cuộc không kích của đối phương vào ngày 26 tháng 1, kính tiềm vọng của con tàu bị hư hại. Nó kết thúc chuyến tuần tra khi đi đến cảng La Pallice, La Rochelle bên bờ Đại Tây Dương của Pháp đã bị Đức chiếm đóng, đến nơi vào ngày 1 tháng 2.

#### Chuyến tuần tra thứ hai
Xuất phát từ Lorient vào ngày 14 tháng 2 cho chuyến tuần tra thứ hai, U-404 đã băng qua suốt Đại Tây Dương để hoạt động dọc theo bờ biển Hoa Kỳ trong khuôn khổ Chiến dịch Paukenschlag (tiếng Anh: Chiến dịch Drumbeat). Trên đường đi ngoài khơi bờ biển Nova Scotia, Canada, nó đã phóng ngư lôi đánh chìm tàu buôn Hoa Kỳ Collamer 5.112 GRT, vốn bị tách rời khỏi Đoàn tàu HX-178, vào ngày 5 tháng 3.
Khi đến được ngoài khơi lục địa Hoa Kỳ, chiếc tàu ngầm nhận thấy phía Hoa Kỳ chuẩn bị rất kém cho chiến tranh, khi dễ dàng xâm nhập qua hàng rào phòng thủ chống tàu ngầm. Vào ngày 13 tháng 3, nó tiếp tục đánh chìm tàu buôn Chile Tolten 1.858 GRT ở vị trí khoảng 32 nmi (59 km) ngoài khơi Barnegat Township, New Jersey. Sang ngày hôm sau 14 tháng 3, tàu buôn Hoa Kỳ Lemuel Burrows 7.610 GRT bị đánh chìm ở vị trí khoảng 5 nmi (9,3 km) về phía Tây Nam Atlantic City, New Jersey. Cuối cùng đến lượt tàu chở dầu Anh San Demetrio 8.073 GRT bị đánh chìm ở vị trí về phía Đông Bắc Cape Charles, Virginia. Kết thúc chuyến tuần tra, U-404 đi đến cảng Brest, cùng bên bờ Đại Tây Dương của Pháp, vào ngày 4 tháng 4.

#### Chuyến tuần tra thứ ba
Xuất phát từ Brest vào ngày 6 tháng 5 cho chuyến tuần tra thứ ba, U-404 tiếp tục tham gia Chiến dịch Paukenschlag khi băng qua suốt Đại Tây Dương để hoạt động dọc theo bờ biển Đông Bắc Hoa Kỳ. Tại đây nó đã lần lượt đánh chìm tàu buôn Hoa Kỳ Alcoa Shipper 5.491 GRT vào ngày 30 tháng 5, tàu buôn Hoa Kỳ West Notus 5.492 GRT vào ngày 1 tháng 6, tàu buôn Thụy Điển Anna 1.345 GRT vào ngày 3 tháng 6, tàu buôn Nam Tư Ljubica Matokovic 3.289 GRT vào ngày 24 tháng 6, tàu buôn Hoa Kỳ Manuela 4.742 GRT và tàu buôn Panama Nordal 3.845 GRT cùng vào ngày 25 tháng 6, và hai ngày sau đó là tàu buôn Na Uy Moldanger 6.828 GRT. Kết thúc chuyến tuần tra vào ngày 14 tháng 7, U-404 đi đến cảng St. Nazaire cùng bên bờ Đại Tây Dương của Pháp.

#### Chuyến tuần tra thứ tư
U-404 xuất phát từ cảng St. Nazaire vào ngày 23 tháng 8 cho chuyến tuần tra thứ tư, và đã hoạt động tại khu vực giữa Đại Tây Dương. Tại đây nó đã phóng ngư lôi tấn công Đoàn tàu ON-127, và gây hư hại cho chiếc tàu chở dầu Na Uy Marit II 7.417 GRT vào ngày 11 tháng 9; rồi tiếp tục gây hư hại cho chiếc tàu chở dầu Na Uy Daghild 9.272 GRT cùng thuộc đoàn tàu này vào ngày hôm sau. Đến ngày 26 tháng 9, chiếc U-boat lại phóng ngư lôi tấn công Đoàn tàu RB-1, và đã đánh chìm tàu khu trục Anh HMS Veteran (1.120 tấn) thuộc thành phần hộ tống cho đoàn tàu này tại tọa độ 54°34′B 25°44′T / 54,567°B 25,733°T. Chiếc tàu ngầm kết thúc chuyến tuần tra vào ngày 13 tháng 10.

### 1943

#### Chuyến tuần tra thứ năm
Trong chuyến tuần tra thứ năm, cùng xuất phát và kết thúc tại cảng St. Nazaire và kéo dài từ ngày 21 tháng 12, 1942 đến ngày 6 tháng 2, 1943, U-404 tiếp tục hoạt động tại khu vực giữa Đại Tây Dương. Tuy nhiên chiếc U-boat đã không đánh chìm được mục tiêu nào.

#### Chuyến tuần tra thứ sáu
Nó thành công hơn trong chuyến tuần tra thứ sáu, diễn ra từ ngày 21 tháng 3 đến ngày 3 tháng 5, khi hoạt động trong Bắc Đại Tây Dương về phía Đông Newfoundland, Canada. Trên đường đi ở vị trí khoảng 425 nmi (787 km) về phía Tây Bắc mũi Finistere, Tây Ban Nha nó đã tấn công Đoàn tàu SL-26, đánh chìm tàu buôn Anh Nagara 8.791 GRT vào ngày 29 tháng 3, rồi tiếp tục đánh chìm tàu buôn Anh Empire Bowman 7.031 GRT vào ngày hôm sau. Sau đó ở vị trí về phía Đông Newfoundland, đến lượt tàu buôn Anh Lancastrian Prince 1.914 GRT thuộc Đoàn tàu ONS-176 bị đánh chìm vào ngày 12 tháng 4.

#### Chuyến tuần tra thứ bảy – Bị mất
Dưới quyền chỉ huy của hạm trưởng mới, Trung úy Hải quân Adolf Schönberg, U-404 khởi hành từ cảng St. Nazaire vào ngày 24 tháng 7 cho chuyến tuần tra thứ bảy, cũng là chuyến cuối cùng, để hoạt động trong vịnh Biscay. Chỉ bốn ngày sau đó, 28 tháng 7, nó bị một lực lượng ba máy bay ném bom B-24 Liberator, gồm hai chiếc thuộc Liên đội Chống ngầm AS-4 Không lực Lục quân Hoa Kỳ và một chiếc thuộc Liên đội 224 Không quân Hoàng gia Anh, phối hợp tấn công. Cả ba chiếc B-24 Liberator đều bị hư hại bởi hỏa lực phòng không của chiếc tàu ngầm, nhưng chúng trở về được căn cứ an toàn, trong khi mìn sâu thả xuống đã đánh chìm U-404 tại tọa độ 45°53′B 09°25′T / 45,883°B 9,417°T, khiến toàn bộ 51 thành viên thủy thủ đoàn trên tàu đều tử trận.

### "Bầy sói" tham gia
U-404 từng tham gia 13 bầy sói:
- Schlei (21 – 24 tháng 1, 1942)
- Hecht (8 – 11 tháng 5, 1942)
- Pfadfinder (23 – 27 tháng 5, 1942)
- Stier (29 tháng 8 – 2 tháng 9, 1942)
- Vorwärts (2 – 26 tháng 9, 1942)
- Luchs (27 – 29 tháng 9, 1942)
- Letzte Ritter (29 tháng 9 – 1 tháng 10, 1942)
- Falke (28 tháng 12, 1942 – 19 tháng 1, 1943)
- Landsknecht (19 – 28 tháng 1, 1943)
- Without name (27 – 30 tháng 3, 1943)
- Adler (7 – 13 tháng 4, 1943)
- Meise (13 – 20 tháng 4, 1943)
- Specht (21 – 25 tháng 4, 1943)

### Tóm tắt chiến công
U-404 đã đánh chìm được 14 tàu buôn với tổng tải trọng 71.450 GRT cùng một tàu chiến 1.120 tấn, đồng thời gây hư hại cho hai tàu buôn với tổng tải trọng 16.689 GRT:
| Ngày             | Tên tàu            | Quốc tịch              | Tải trọng | Số phận      |
| ---------------- | ------------------ | ---------------------- | --------- | ------------ |
| 5 tháng 3, 1942  | Collamer           | United States          | 5.112     | Bị đánh chìm |
| 13 tháng 3, 1942 | Tolten             | Chile                  | 1.858     | Bị đánh chìm |
| 14 tháng 3, 1942 | Lemuel Burrows     | United States          | 7.610     | Bị đánh chìm |
| 17 tháng 3, 1942 | San Demetrio       | United Kingdom         | 8.073     | Bị đánh chìm |
| 30 tháng 5, 1942 | Aloca Shipper      | United States          | 5.491     | Bị đánh chìm |
| 1 tháng 6, 1942  | West Notus         | United States          | 5.492     | Bị đánh chìm |
| 3 tháng 6, 1942  | Anna               | Sweden                 | 1.345     | Bị đánh chìm |
| 24 tháng 6, 1942 | Ljubica Matokovic  | Nam Tư                 | 3.289     | Bị đánh chìm |
| 25 tháng 6, 1942 | Manuda             | United States          | 4.772     | Bị đánh chìm |
| 25 tháng 6, 1942 | Nordal             | Panama                 | 3.845     | Bị đánh chìm |
| 27 tháng 6, 1942 | Moldanger          | Norway                 | 6.827     | Bị đánh chìm |
| 11 tháng 9, 1942 | Marit II           | Norway                 | 7.417     | Bị hư hại    |
| 12 tháng 9, 1942 | Daghild            | Norway                 | 9.272     | Bị hư hại    |
| 26 tháng 9, 1942 | HMS Veteran        | Hải quân Hoàng gia Anh | 1.120     | Bị đánh chìm |
| 29 tháng 3, 1943 | Nagara             | United Kingdom         | 8.791     | Bị đánh chìm |
| 30 tháng 3, 1943 | Empire Bowman      | United Kingdom         | 7.031     | Bị đánh chìm |
| 12 tháng 4, 1943 | Lancastrian Prince | United Kingdom         | 1.914     | Bị đánh chìm |